# 걸즈 위드 건즈
걸즈 위드 건즈(Girls with guns)는 액션물의 하위장르로서 여성 주동인물(들)이 나와서 총질하는 장르다.
“걸즈 위드 건즈”라는 말을 처음으로 사용한 것은 젠더학자 리사 푼넬(Lisa Funnell)이며, 그 예시로 처음 거론된 작품은 1985년 홍콩 영화 황가사저(감독 원규, 주연 양자경·신시아 로즈록)다. 1990년대에 비슷한 영화들이 계속 만들어졌고, 오시마 유카리, 이새봉, 양려청, 양반반 같은 여배우들이 총격 활극 영화를 찍었다.
장르의 특성상 실사영화 이상으로 일본 애니메이션이나 만화에서 더 활발하다. 대표적인 사례로 블랙라군, 버블검 크라이시스, 더티페어, 건스미스 캣츠, 건슬링어 걸, 공각기동대 등이 있다. 일본에서는 미소녀 건액션(美少女ガンアクション)이라고도 한다.